# Giardini classici di Suzhou
I giardini classici di Suzhou sono un gruppo di giardini situati a Suzhou, nella provincia di Jiangsu, in Cina: otto di questi sono stati dichiarati dall'UNESCO patrimonio dell'umanità.

## Storia e descrizione
Suzhou fu fondata nel 514 a.C. come capitale del regno di Wu: in poco tempo divenne il centro politico, economico e culturale della regione. I primi giardini furono edificati già al tempo della fondazione della città, ma fu sotto le dinastie dei Ming e dei Qing, in particolare tra il XVI e il XVII secolo, che raggiunsero il loro massimo splendore, arrivando a contare, nelle mura di Suzhou, oltre 200 giardini, a cui se ne aggiungevano altri 100 all'esterno: la città venne definita come "paradiso terrestre". Divennero quindi il modello d'ispirazione per i cosiddetti giardini cinesi. Di questi giardini se ne sono conservati 69, tutti designati come patrimonio nazionale: nove di questi, nel 1997 e nel 2000, sono stati selezionati dall'UNESCO come patrimonio dell'umanità.
Il classico giardino di Suzhou rappresenta un microcosmo del mondo con alla base elementi naturali come acqua, pietre e piante, secondo gli insegnamenti filosofici di Laozi e Zhuāngzǐ: sono state create artificialmente colline e corsi d'acqua e messi a dimora alberi, arbusti e piante da fiore, oltre a numerosi edifici, nel tipico stile tradizionale cinese, dalle svariate dimensione e per diversi scopi come la meditazione, la lettura e la scrittura, bere il tè, suonare o ascoltare musica. Sono inoltre poste iscrizioni calligrafiche, che si riferiscono alla filosofia e alla letteratura cinese, e antiche stele.

## Giardini
| Foto | Giardino                                      | Anno |
| ---- | --------------------------------------------- | ---- |
|      | Giardino dell'Umile Amministratore            | 1997 |
|      | Giardino Lingering                            | 1997 |
|      | Giardino del Maestro delle Reti               | 1997 |
|      | Villa di montagna con una bellezza avvolgente | 1997 |
|      | Giardino Ouyuan                               | 2000 |
|      | Giardino della coltivazione                   | 2000 |
|      | Padiglione dell'onda blu                      | 2000 |
|      | Giardino della Foresta dei Leoni              | 2000 |
|      | Giardino del ritiro e della riflessione       | 2000 |